# 8chan
8kun, раније назван 8chan, Infinitechan или Infinitychan (стилизовано ∞chan), је imageboard вебсајт која се састоји од табли са порукама (message board) које су направили корисници. Власник управља свим плочама each board, уз минималну интеракцију администрације сајта. Сајт је повезан са супериорношћу бијеле расе, неонацизмом, алтернативном десницом, расизмом и антисемитизмом, злочинима мржње, и неколико масивних убистава. Сајт је познат по садржавању дјечје порнографије; као резултат тога, филтриран је из Google претраге 2015. Неколико табли на сајту је играло главну улогу у Gamergate контроверзи, охрабрујући Gamergate подружнице да појачју 8chan након што је 4chan забранио тему. 8chan је дом QAnon теорија завјере.
Непосредно прије пуцњаве у Ел Пасу, на сајт је постављена порука на четири странице која оправдава напад, а полиција је изјавила да је „прилично увјерена“ да ју је поставио починилац. Након узастопних масовних пуцњава 3. августа у Ел Пасу и 4. августа у Дејтону, Охајо, сајт је уклоњен са Clearnet-a 5. августа 2019,  када је провајдер мрежне инфраструктуре Cloudflare престао да пружа испоруку мрежног (CDN) сервиса. Voxility, компанија за веб услуге која је изнајмљивала сервере Еpic-у, новом регистратору домена сајта, као и подружница Epic-овог CDN провајдера BitMitigate, такође је прекинула услугу. Након што су неколико покушаја да се врати на Clearnet на крају осујетили провајдери који су ускратили услугу 8chan-у, сајт се вратио на Clearnet као 8kun у новембру 2019. преко руског провајдера хостинга.

## Историја
8chan је направио програмер Фредрик Бренан у октобру 2013. Бренан је направио веб страницу након што је примјетио, како је сматрао, убрзано ескалирајући надзор и губитак слободе говора на интернету. Бренан, који је сматрао да је 4chan прерастао у ауторитаризам, описао је 8chan као алтернативу „слободном говору". Првобитно је концептуализовао сајт док је искусио путовање психоделичним печуркама.
За креирање сопствених табли није потребно никакво искуство или знање програмирања. Још од марта 2014. године, његов FAQ наводи само једно правило које треба да се примењује на глобалном нивоу: „Не постављајте, не захтјевајте или повезујте било који садржај који је незаконит у Сједињеним Америчким Државама. Не правите табле са једином сврхом објављивање или ширење таквог садржаја.“ Бренан је тврдио да, иако је сматрао да је неки од садржаја који су објавили корисници „за осуду“, осјећао се лично обавезним да подржи интегритет сајта толерисањем дискусије коју не мора нужно подржавати без обзира на морални став.
Бренан је пристао да постане партнер са јапанском огласном таблом 2channel, и након тога се преселио на Филипине у октобру 2014.